# トム・ヴィラード
トム・ヴィラード（Tom Villard,  1953年11月19日 - 1994年11月14日）は、アメリカ合衆国の俳優である。

## 来歴
1953年、ハワイ州ワイパフに生まれる。その後、ニューヨーク州のスペンサーポートで育った。高校卒業後はペンシルベニア州にある大学へ進学するが、後にニューヨークへ渡り、リー・ストラスバーグが設立した演劇学校とアメリカン・ミュージカル・アンド・ドラマティック・アカデミーで演劇を学んだ。1980年代に入ると、ロサンゼルスへ渡って役者活動を本格化。1980年にテレビドラマシリーズの『白バイ野郎ジョン&パンチ』でプロデビュー。その後も小さい役柄ながら『グリース2』やクリント・イーストウッド監督・主演の『ハートブレイク・リッジ 勝利の戦場』などへ出演。1983年からはテレビドラマシリーズ『We Got It Made』のレギュラーキャストとして抜擢され、5年間で46エピソードへ出演している。
1987年に『ディックの奇妙な日々』で売れない若手SF作家ディック役で映画に初主演。テレビドラマシリーズの『パートリッジ・ファミリー』などで知られるスーザン・デイと共演した。1991年にマコーレー・カルキンとアンナ・クラムスキー主演の『マイ・ガール』などへも出演している。

### 死去
1994年に後天性免疫不全症候群を患っていた際、肺炎も併発したことにより病状が悪化してロサンゼルスの病院で死去した。40歳だった。

## 出演作品

### 映画
- Revenge of the Gray Gang (1981) ※テレビ映画
- Force: Five (1981)
- Sidney Shorr: A Girl's Best Friend (1981) ※テレビ映画
- 悪魔の寄生虫・パラサイト Parasite (1982)
- グリース2 Grease 2 (1982)
- ハイスクールUSA High School U.S.A. (1983)
- Surf II (1984)
- Attack on Fear (1984) ※テレビ映画
- Weekend Warriors (1986)
- ワン・クレイジー・サマー One Crazy Summer (1986)
- ハートブレイク・リッジ 勝利の戦場 Heartbreak Ridge (1986)
- ディックの奇妙な日々 The Trouble with Dick (1987)
- Swimsuit (1989)
- ポップコーン Popcorn (1990)
- ボンデージ Whore (1991)
- 殺人ピエロ狂騒曲 Shakes the Clown (1991)
- マイ・ガール My Girl (1991)
- イン・ザ・アーミー/こちら最前線、異常あり In the Army Now (1994)
- OP Center (1995)

### テレビドラマ
- 白バイ野郎ジョン&パンチ CHiPs (1980)
- Taxi (1983)
- We Got It Made (1983 - 1988)
- MacGruder and Loud (1985)
- ゴールデン・ガールズ The Golden Girls (1986, 1992)
- 特攻野郎Aチーム The A-Team (1986)
- Rags to Riches (1987)
- Who's the Boss? (1989)
- Hunter (1990)
- ベイウォッチ Baywatch (1992, 1993)
- スタートレック:ディープ・スペース・ナイン Star Trek: Deep Space Nine (1994